# Josefina Vidal

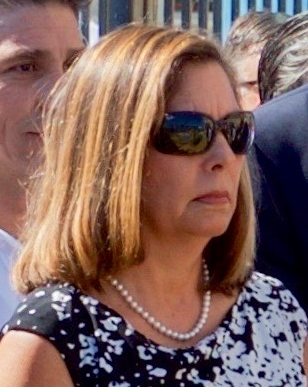
Josefina Vidal

Josefina de la Caridad Vidal Ferreiro (* 18. Februar 1961) ist eine kubanische Diplomatin und Politikerinin. Sie war Generaldirektorin für die Beziehungen zu den Vereinigten Staaten im kubanischen Außenministerium und für die kubanische Regierung Verhandlungsführerin in den Gesprächen zur Verbesserung der kubanisch-US-amerikanischen Beziehungen. Derzeit ist sie stellvertretende Außenministerin.

## Leben und Wirken
Josefina Vidal studierte und promovierte von 1979 bis 1984 Internationale Beziehungen in Moskau. Danach wirkte sie als Forscherin für die Beziehungen zwischen USA und Kuba an der Universität Havanna. Von 1991 bis 1997 war sie als Analystin in der kubanischen Botschaft in Frankreich tätig. Von 1999 bis 2003 war sie Erste Sekretärin in der Interessenvertretung Kubas in den USA.
2003 verließ sie die USA. Ihrem Ehemann und damaligem Konsul José Anselmo López wurde von der Regierung von George W. Bush Spionage vorgeworfen und er des Landes verwiesen. Danach war sie in verschiedenen Positionen des kubanischen Außenministeriums tätig. Später führte sie die bis Dezember 2014 geheimen Verhandlungen zur Verbesserung der Beziehungen zwischen den USA und Kuba, die bis Mitte 2015 in der Wiedereröffnung diplomatischer Beziehungen vorläufig endete. Im Juli 2017 wurde sie zur Botschafterin in Kanada ernannt. In diesem blieb sie bis Anfang Oktober 2021. Ende Oktober wurde sie dann zur stellvertretenden Außenministerin ernannt.
Neben ihrer Muttersprache Spanisch beherrscht Josefina Vidal die Sprachen Englisch, Französisch und Russisch.